# First Impressions of Earth
《First Impressions of Earth》는 미국의 인디 록 밴드 스트록스의 세 번째 정규앨범이며, 2006년 1월 3일에 RCA 레코드를 통해 발매되었다. 스트록스의 첫 Parental Advisory 등급 앨범일뿐만 아니라 음반 길이가 40분을 넘은 처음이자 유일한 앨범이기도 하다. 이 앨범에서 "Juicebox", "Heart in a Cage", "You Only Live Once" 세 장의 싱글 앨범이 발매되었다.

## 녹음
앨범은 10달이 넘는 동안 녹음되었다. 스트록스는 처음에는 첫 번째와 두 번째 앨범의 프로듀서였던 고든 래피얼과 작업할 준비를 했었다. 이후, 기타리스트 앨버트 해먼드 주니어가 스트록스에 그래미상 수상 경력의 프로듀서 데이비드 케인 (폴 매카트니, 토니 베닛, 서브라임 등)을 소개해줬고, 케인은 래피얼과 협업에 나섰다. 그러나 협업은 실행되지 못하고 래피얼은 작업에서 빠졌다. 따라서, 앨범의 대다수는 케인이 프로듀싱을 한 것이다.

## 평가

### 전문가 평가
| 전문가 평가         | 전문가 평가 |
| 총 점수             | 총 점수     |
| 출처                | 점수        |
| ------------------- | ----------- |
| 메타크리틱          | 69/100      |
| 평가 점수           |             |
| 출처                | 점수        |
| AllMusic            | [ 2 ]       |
| 오스틴 크로니클     | [ 3 ]       |
| The A.V. Club       | B+          |
| 엔터테인먼트 위클리 | B+          |
| 가디언              | [ 6 ]       |
| NME                 | (8/10)      |
| 피치포크 미디어     | (5.9/10)    |
| 롤링 스톤           | [ 9 ]       |
| 스핀                | (5/10)      |
| Yahoo! Music UK     | [ 11 ]      |

앨범은 "대체로 호의적인 반응"을 나타내는 38개의 평가를 기반으로 메타크리틱에서 100점 만점에 69점을 받았다. 일부 평가들은 그때까지 스트록스의 경력에서 받은 가장 박한 것이기도 했다. 그 예시로, AllMusic의 헤더 프레이스는 이 앨범을 스트록스의 "지금까지 가장 빈약한 앨범."이라고 칭했다. 동시에, 이 앨범을 칭찬하고 이전의 앨범인 Room on Fire에서 향상되었다고 견해를 밝힌 엔터테인먼트 위클리의 윌 허미즈 같이 긍정적인 평가를 받기도 했다. 로버트 크리스트가우는 앨범에 별점 3개를 주었고 () 앨범에서 2곡 ("You Only Live Once", "Ask Me Anything")을 고르고 "여러분들도 어떤지 알겁니다--운동은 점프슛보다는 폐활량으로 한다는 것을요."

## 트랙 리스트
전체 작사·작곡: 줄리언 카사블랑카스)
| #   | 제목                   | 재생 시간 |
| --- | ---------------------- | --------- |
| 1.  | 〈You Only Live Once〉 | 3:09      |
| 2.  | 〈Juicebox〉           | 3:17      |
| 3.  | 〈Heart in a Cage〉    | 3:27      |
| 4.  | 〈Razorblade〉         | 3:29      |
| 5.  | 〈On the Other Side〉  | 4:38      |
| 6.  | 〈Vision of Division〉 | 4:20      |
| 7.  | 〈Ask Me Anything〉    | 3:12      |
| 8.  | 〈Electricityscape〉   | 3:33      |
| 9.  | 〈Killing Lies〉       | 3:50      |
| 10. | 〈Fear of Sleep〉      | 4:00      |
| 11. | 〈15 Minutes〉         | 4:34      |
| 12. | 〈Ize of the World〉   | 4:29      |
| 13. | 〈Evening Sun〉        | 3:06      |
| 14. | 〈Red Light〉          | 3:11      |

## 참여 인원
| 스트록스 - 줄리언 카사블랑카스 – 보컬, "Evening Sun"에서 드럼 - 앨버트 해먼드 주니어 – 기타 - 닉 발렌시 – 기타, "Ask Me Anything"에서 멜로트론 - 니콜라이 프레이처 – 베이스 기타 - 파브리지오 모레티 – 드럼, 타악기 | 프로듀싱 - Steve Sisco - 보조 오디오 믹싱 엔지니어 - 호위 웨인버그 – 마스터링 - 밥 루드윅 - 마스터링 ("Killing Lies", "Fear of Sleep") - 앤디 월러스 - 오디오 믹싱 - 데이비드 케인 – 프로듀서, 엔지니어 - 고든 래피얼 - 프로듀서 ("Razorblade", "Electricityscape, "Killing Lies") 디자인 - Piero Fornasetti - CD 삽화 ("Strumenti Musicali", 1952) - Lothar Quinte - 커버 아트 ("Ohne Titel", 1968) - Günter Fruhtrunk - 뒷면 커버 아트 ("Mathematik der Intuition", 1962) - James Bellesini - 러브 폴리스의 음반 디자인 - Dan Winters - 사진 |

## 싱글 앨범
| 정보 |
| --- |
| "Juicebox" - 발매: 2005년 10월 (미국) - 차트 순위: #5 (UK 싱글 차트) #9 (US 모던 락)                                              |
| "Heart in a Cage" - 발매: 2006년 3월 20일 (영국), 2006년 4월 18일 (전세계) - Chart positions: #21 (US 모던 록) #25 (UK 싱글 차트) |
| "You Only Live Once" - 발매: 2006년 7월 24일 (전세계), 2006년 9월 26일 (미국) - 차트 순위: #35 (US 모던 락)                       |

## 차트 순위
| 차트                      | 최고 순위 | 주간 순위 |
| ------------------------- | --------- | --------- |
| 오스트레일리아 음반 차트  | 4         | 6         |
| 오스트리아 음반 차트      | 9         | 11        |
| 벨기에 플랑드르 음반 차트 | 21        | 8         |
| 벨기에 왈로니아 음반 차트 | 26        | 10        |
| 덴마크 음반 차트          | 10        | 3         |
| 네덜란드 음반 차트        | 23        | 6         |
| 핀란드 음반 차트          | 10        | 5         |
| 프랑스 음반 차트          | 9         | 33        |
| 독일 음반 차트            | 11        | 5         |
| 아일랜드 음반 차트        | 3         | 10        |
| 이탈리아 음반 차트        | 25        | 10        |
| 뉴질랜드 음반 차트        | 10        | 5         |
| 노르웨이 음반 차트        | 22        | 3         |
| 포르투갈 음반 차트        | 22        | 4         |
| 스페인 음반 차트          | 30        | 7         |
| 스웨덴 음반 차트          | 9         | 6         |
| 스위스 앨범 차트          | 11        | 10        |
| UK 앨범 차트              | 1         | 9         |
| US 빌보드 200             | 4         | 5         |